# Piezometer

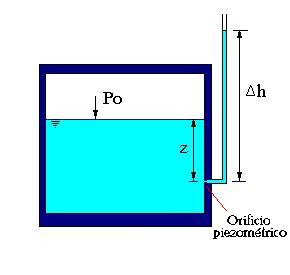
Piezometer för mätning av hydrostatiskt tryck.

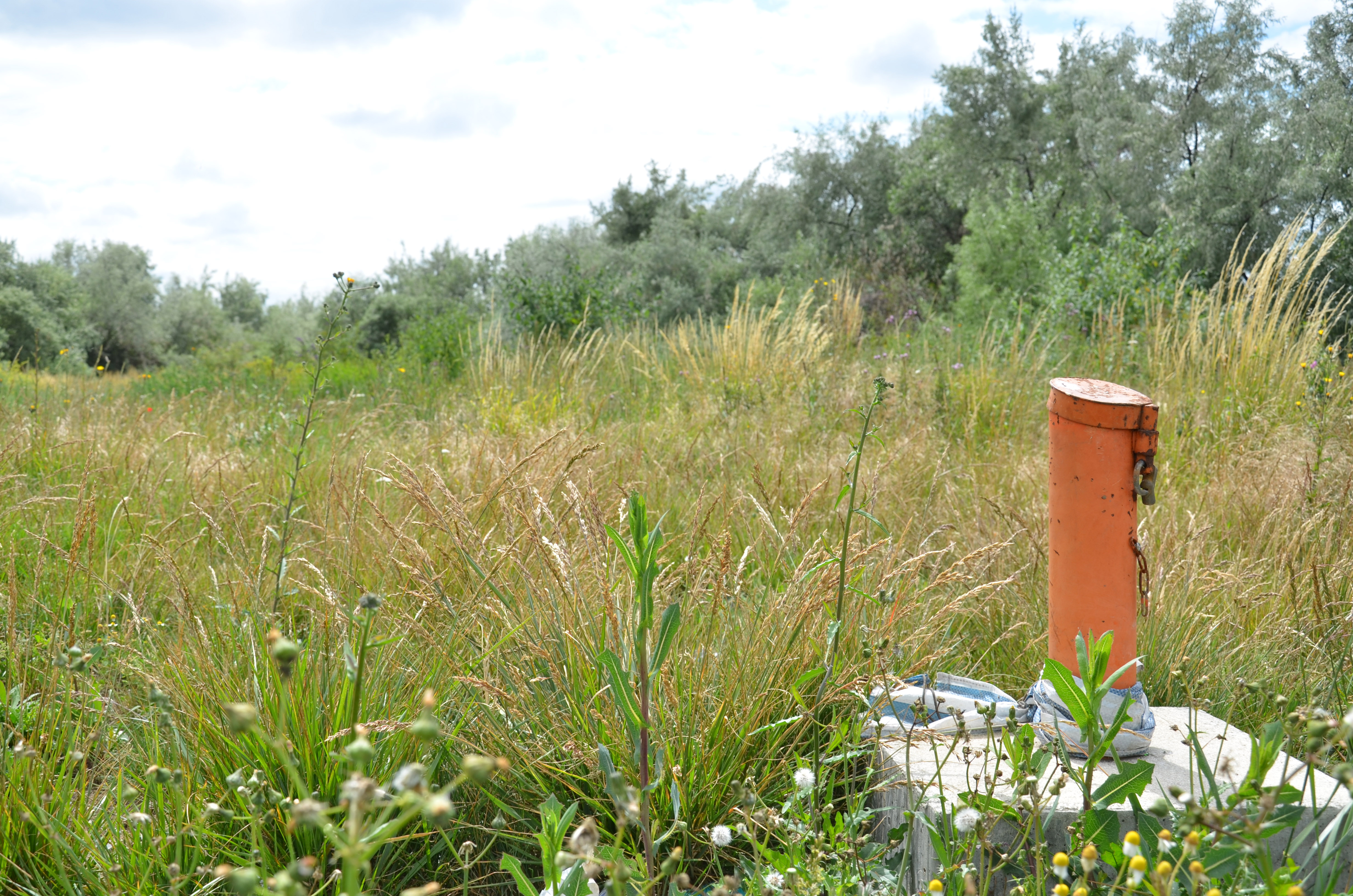
En piezometers hölje ovan jord.

Piezometer är en av den danske fysikern Hans Christian Ørsted uppfunnen apparat för mätning av vätskors sammantrycklighet.
Piezometern består av en starkväggig behållare, förbunden med en cylinder, vari en kolv kan skjutas med hjälp av skruv med vev. Hela apparaten kan fyllas med vatten, vilket genom inskjutning av kolven sammanpressas. Inuti behållaren placeras dels en manometer för tryckmätning, dels den vätska, som skall undersökas, innesluten i en glasbehållare, som upptill löper ut i ett smalt, graderat glasrör. Vätskan står upp i detta rör. Då trycket ökas, sjunker vätskeytan i röret. Med kännedom om glaset sammantrycklighet och vätskevolymen samt genom uppmätning av volymminskningen kan vätskans sammantryckning beräknas.